# Centrale hydroélectrique d'Aschach
 (octobre 2024).
Si vous disposez d'ouvrages ou d'articles de référence ou si vous connaissez des sites web de qualité traitant du thème abordé ici, merci de compléter l'article en donnant les références utiles à sa vérifiabilité et en les liant à la section « Notes et références ».
La centrale hydroélectrique d'Aschach est une centrale au fil de l'eau du Danube autrichien, dans le land de Haute-Autriche. Elle ferme la haute-vallée des gorges du Danube entre le Sauwald et le Mühlviertel, à Aschach an der Donau.

## Historique
La société Österreichische Donaukraftwerke AG a entrepris les travaux du barrage en 1959. Au terme de cinq années de travaux, elle a constitué la deuxième centrale hydroélectrique d'Autriche aménagée sur le Danube. Depuis 1999, cette chute est exploitée par VERBUND Hydro Power AG.

## Caractéristiques techniques

### Le barrage
D'une longueur de 398 m, il régule le débit du Danube au PK 2.162,67 sur un bief de 41 km moyennant une chute de 15,30 m, et constitue ainsi la plus forte chute d'eau aménagée par Österreichische Donaukraftwerke. La capacité du bassin de retenue est d'environ 114 000 000 m3, lorsque le plan d'eau est à 280 m au-dessus du niveau de la mer. Le déversoir est constitué de cinq pertuis d'un débouché de 24 m chacun, et constitue l'extrémité gauche du barrage. À droite, il y a deux écluses d'une longueur de 230 m et d'une largeur utile de 24 m. L'éclusée prend 15 minutes.

### Salle des machines
La salle des machines se trouve entre le barrage et l'écluse. Quatre générateurs délivrent leur courant électrique vers le réseau domestique. Chaque pertuis est équipé d'une turbine Kaplan à axe vertical et un générateur à courant triphasé. La puissance individuelle des turbines est de 81 MW. Le diamètre des roues des turbines est de 8,60 m.
Les quatre générateurs délivrent le courant sous une tension triphasée de 10,5 kV, moyennant une puissance nominale de 98 MVA chacune. Après relevage à 220 kV, le courant alimente deux lignes à haute tension. La centrale produit une puissance minimum totale de 324 MW. Avec un débit installé de 2 480 m3/s, sa production annuelle moyenne est de 1,662 millions de kWh.
Deux turbines auxiliaires pourvoient aux besoins propres de la centrale en énergie. Ce sont deux turbines Kaplan plus petites d'une puissance de 718 kW et deux génératrices à courant triphasé d'une puissance nominale de 900 kVA.

### Travaux de modernisation de 2007–2010
Après plus de 45 ans d'exploitation sans incident, la centrale a fait l'objet de travaux de mise à niveau entre 2007 et 2010. Il s'est agi de remplacer turbines et générateurs par des mécanismes plus modernes. La puissance des nouvelles turbines est à présent de 81 MW (contre 66,5 MW, resp. 66,9 MW auparavant). Le diamètre des roues de turbine est passé de 8,40 m à 8,60 m.
Quant aux générateurs, leur puissance est passée de 85 à 98 MVA. Grâce à ces mesures, le rendement d'ensemble a augmenté de près de 2 %. Depuis la remise en route, la centrale délivre au minimum 324 MW. Le débit installé est passé de 2 040 m3/s à 2 480 m3/s, et la production annuelle de 1.617 à 1.662 million de kWh.
Le remplacement des machines a été terminé en avril 2010.

### Mesures environnementales
Les dégrilleurs de prise des turbines empêchent l'aspiration de flottants par les pales. La masse de déchets et flottants ainsi récupérée à l'entrée des grilles représente un volume moyen de 12 000 m3. Ils sont stockés dans un entrepôts et pulvérisés ; métaux et déchets en plastiques sont triés ; la fraction combustible est chargée dans huit silos représentant une capacité totale de 2 500 m3. Elle est traitée par deux incinérateurs et la chaleur ainsi produite est distribuée par un réseau de chaleur.
Les calories récupérées sur le fonctionnement de la centrale sont redistribuées par un réseau de pompage de chaleur et alimentent les communes d'Aschach et de Hartkirchen.
Quatre réserves de biotope ont été protégées autour de la centrale.